# Czekoladowa wojna
Czekoladowa wojna – powieść amerykańskiego pisarza Roberta Cormiera.
Początek akcji powieści oparty jest na autentycznym zdarzeniu: odmowie wzięcia udziału w akcji sprzedaży czekoladek przez syna Cormiera. Ponieważ jednak dalsze rzeczywiste zdarzenia były za mało dramatyczne, by stanowić fabułę bestsellera, Cormier ubarwił tę historię, dodając wątek tajnego szkolnego bractwa i nasycając treść przemocą, a wypowiedzi bohaterów wulgaryzmami. Powieść okazała się wydawniczym przebojem, ale wzbudziła liczne protesty – do dziś należy do książek, których w USA najczęściej próbowano zakazać. Zarzucano powieści, że jest niewychowawcza, podważa autorytet nauczycieli, szkoły, religii i państwa oraz nie zawiera żadnych pozytywnych wzorców osobowych. Krytykowano również brak szczęśliwego zakończenia. Zwolennicy powieści twierdzili natomiast, że uczy ona samodzielnego myślenia, skłaniając do poszukiwania ukrytych znaczeń, a także ukazuje wartość, jaką stanowi zdolność obrony własnego zdania mimo przykrych konsekwencji.
Powieść była nagradzana, zdobyła m.in. New York Times Outstanding Books of the Year czy School Library Journal Best Books of the Year.
Adaptacja filmowa powieści powstała w 1988 roku jako reżyserski debiut Keitha Gordona. Różni się ona dość znacząco od pierwowzoru, między innymi szczęśliwszym niż w książce finałem.
20 lat po publikacji Czekoladowej wojny niezrażony krytyką Cormier opublikował ciąg dalszy losów bohaterów: Pokłosie czekoladowej wojny.